# Diprion nipponicus
Diprion nipponicus is een insect uit de familie van de dennenbladwespen (Diprionidae). 

## Synoniemen
- Diprion nipponica
- Lophyrus nipponicus